# هاري روفانبيرا
هاري روفانبيرا (بالفنلندية: Harri Rovanperä) مواليد 8 أبريل 1966 في يوفاسكولا، هو سائق راليات فنلندي بدأ مسيرته في سنة 1993. كان أول رالي له هو رالي فنلندا 1993. تنافس في بطولة العالم للراليات. فاز بـ سباق رالي واحد. صعد على المنصة 15 مرة خلال مسيرته.

## سجل الفوز
| الرقم | الحدث       | الموسم                          |
| ----- | ----------- | ------------------------------- |
| 1     | رالي السويد | بطولة العالم للراليات موسم 2001 |

## فرق مثلها
- سيات
- بيجو
- ميتسوبيشي موتورز
- شكودا أوتو

## روابط خارجية
- هاري روفانبيرا على موقع Rallye-info.com (الإنجليزية)
- هاري روفانبيرا على موقع eWRC-results.com (الإنجليزية)